# Plaza Alberdi (Buenos Aires)
La Plaza Alberdi se encuentra en el barrio de Saavedra en la Ciudad de Buenos Aires, Argentina.
Su nombre homenajea a Juan Bautista Alberdi (San Miguel de Tucumán, 29 de agosto de 1810 - Neuilly-sur-Seine, Francia, 19 de junio de 1884) Político, jurista y escritor argentino[cita requerida]. Fue remodelada y ampliada por el Intendente Dr. Emilio Siri el 20 de octubre de 1948.

## Ubicación
La plaza se encuentra limitada por las calles Machain, Nuñez, Mariano Acha y Crisólogo Larralde.
La zona donde se encuentra esta plaza se caracteriza por ser puramente residencial, existiendo casas bajas y tráfico vehicular muy bajo.
La plaza se encuentra justo en el límite entre el barrio de Saavedra y el de Nuñez. La manzana siguiente a la calle Núñez ya se encuentra dentro del barrio homónino.

## Transporte
Al costado de la plaza, tienen su recorrido los colectivos de la líneas 41, 71 y 93 .
El recorrido de la línea 41 y de la línea 93, transitan la plaza por la calle Mariano Acha, la línea 71 pasa sobre 2 de los costados de la plaza.

## Características
La plaza ocupa una manzana entera del barrio de Saavedra, pero es una manzana de 100 metros (calles Núñez y Crisólogo Larralde) x 100 metros (Machain y Mariano Acha), por lo que la plaza ocupa aproximadamente 1 ha. Su iluminación es 100% LED.
Esta plaza posee un arenero y una zona de juegos para niños, cercada para mantener en estado la misma. Hacia 2017 vecinos denuncian el constante abandono del espacio, la caída de árboles, mobiliario oxidado, carteles tirados y bebederos rotos.